# Ampelografia
L'ampelografia (del grec ampelos, vinya i graphia, descripció) en viticultura és la l'estudi, l'inventari i la descripció botànica de les varietats de la vinya (vitis vinifera). S'ocupa, també, d'estudiar llur àrea geogràfica d'origen i llur adaptació als diversos terrenys i climes.
A l'època romana, Plini el Vell, va ser un dels primers autors coneguts que va descriure amb detall més de noranta varietats de raïm al tom XIV de la seva Naturalis Historia. A l'edat mitjana hi ha hagut unes descripcions esporàdiques. Ja se'n troba un inici a l'obra de Olivier de Serres (1539-1619). La paraula va ser creada per l'alemany Philipp Jacob Sachs que el 1661 va publicar el llibre Ampelographia, sive de vitis vinifera ejusque partium consideratio. (Ampelografia, o consideració sobre la vinya i les seves parts). Era un tractat, com se n'escrivien molts en aquesta època, però encara no es pot parlar d'un veritable estudi científic.
S'haurà d'esperar mitjan segle xix fins que no comenci l'estudi sistemàtic. L'esclat de l'epidèmia de la fil·loxera a la fi del segle va accelerar el desenvolupament de la nova ciència: calia una descripció precisa de les varietats per poder salvar-les abans la seva desaparició, alhora que l'empelt de plantes per a la reconstitució de la vinya. A l'estat espanyol, és van crear el 1892 tres laboratoris d'ampelografia americana, en el marc de la lluita contra la fil·loxera.
Pierre Viala (1859-1936) es pot considerar com el primer ampelògraf modern. Sostingut per Víctor Vermorel (1847-1927) ha fet un treball molt important per classificar i descriure les varietats de raïm. De 1901 a 1910 van publicar els set toms de l'estudi Ampélographie. Traité général de viticulture (Ampelografia, tractat general de viticultura), conegut com el «Viala & Vermorel». S'hi descriuen 5.200 varietats i hi fan l'inventari d'uns 24.000 noms

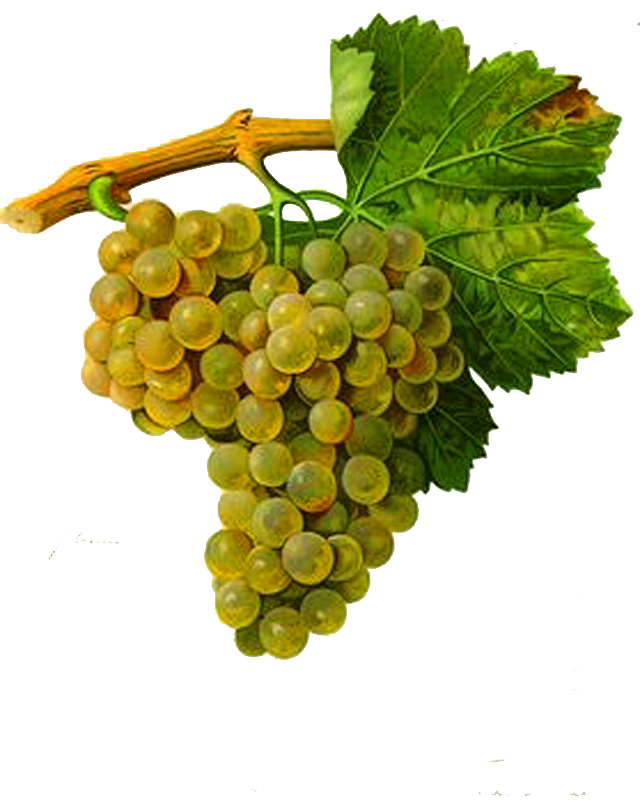
Maccabeu blanc
Il·lustració del Viala & Vermorel

A Montpeller vers 1940 el professor Pierre Galet va establir les tècniques per a la identificació de les diferents varietats. El seu mètode es basa en una anàlisi precisa i sistemàtica de l'estructura, forma i color de diferents parts, com flors, brots, pecíols, fulles i raïms, a més del sabor de les baies. S'estima que es conreen més de deu mil varietats a tot el món. El mètode permet validar i corregir els sinònims, que són àmpliament usats (com en el cas del raïm ull de llebre). També és la base per detectar diferents varietats que poden rebre el mateix nom depenent del lloc.
No obstant això, no funciona massa bé a l'hora de distingir clons, subvariants o mutacions. A més pot induir a errors si la ubicació, les diferències climàtiques i les malalties han modificat la morfologia de la planta. Amb el pas del temps, l'ampelografia moderna ha incorporat l'anàlisi genètica de les varietats i ha reeixit normalitzar codis de classificació. Es porten a terme projectes per fer anàlisis exhaustives d'ADN i establir una mena d'empremta genètica de les varietats.